# Tériade
Tériade, de son vrai nom Stratis (ou Efstratios) Eleftheriadis (Στρατής Ελευθεριάδης), né le 2 mai 1897 à Mytilène (Lesbos), en Grèce, et mort le 23 octobre 1983 dans le 6e arrondissement de Paris,, est un critique d'art français d'origine grecque et éditeur d'ouvrages d'art.

## Biographie

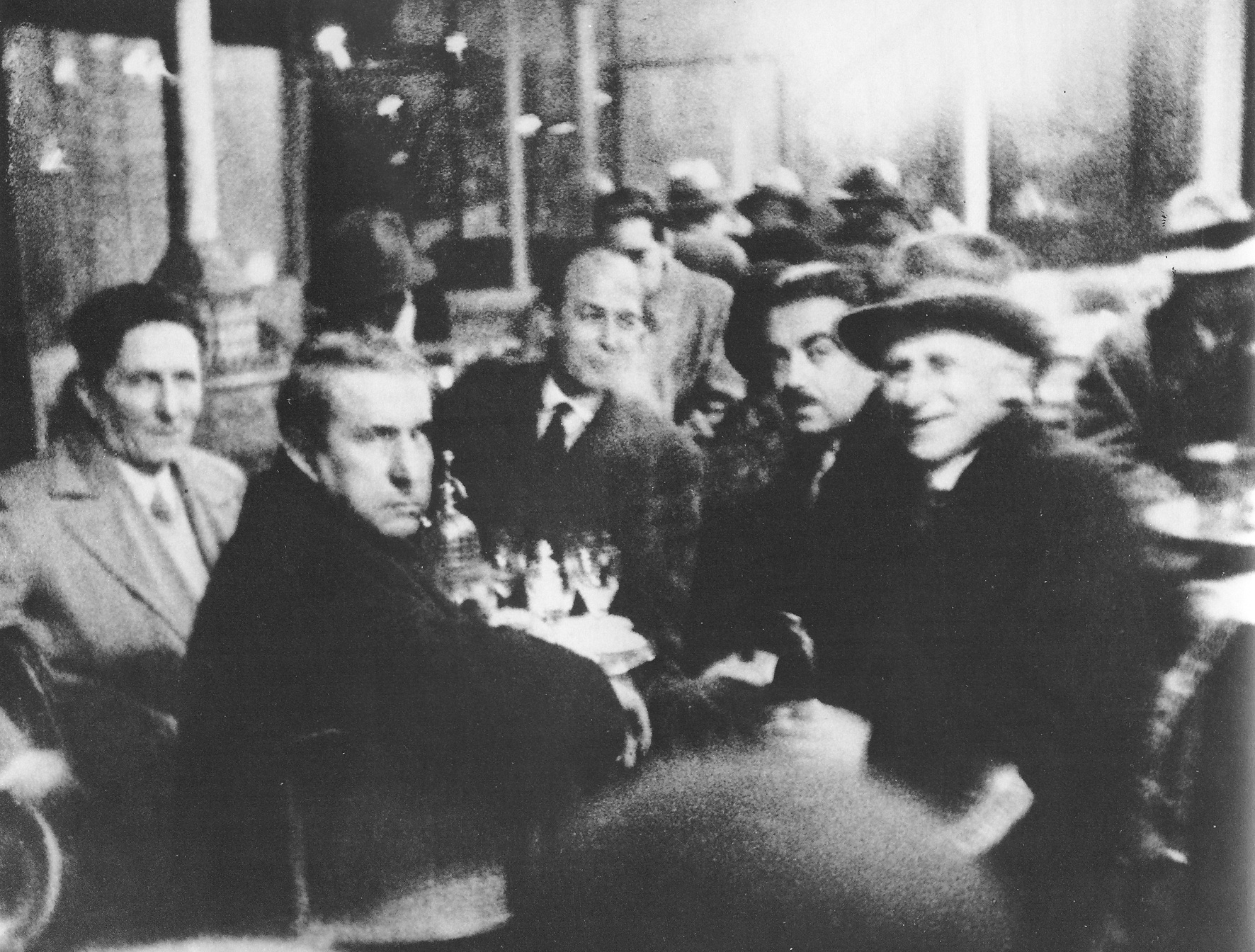
Tériade, Pablo Manès, P. Gargallo, C. Zervos, Café du Dôme, Paris, v. 1930

Arrivé à Paris en 1915, à l'âge de 18 ans, pour étudier le droit, il commence à fréquenter la bohème parisienne et fait la connaissance de Christian Zervos, fondateur des Cahiers d'art.
Sa carrière de critique d'art commence en 1926. Deux ans plus tard il devient chroniqueur à L'Intransigeant. Il y signe des articles avec Maurice Raynal, sous le pseudonyme « Les deux aveugles », jusqu'en 1932. À partir de 1933, il est associé à la création de la revue Minotaure, fondée par Albert Skira, dont il sera directeur artistique jusqu'en 1936, et où il apprendra le métier d'éditeur. En 1935, il fonde avec Maurice Raynal la revue La Bête noire, à laquelle contribuent notamment Michel Leiris, Raymond Queneau, René Daumal et Antonin Artaud.
En 1937, il fonde la revue Verve, qui collabore, entre autres, avec Bonnard, Matisse, Georges Braque, Picasso, Chagall, Fernand Léger, Miró. Tériade édite par la suite des livres illustrés qui associent poètes et artistes.
Entre 1943 et 1975, il édite ainsi 27 livres illustrés, parmi lesquels Le Chant des morts de Pierre Reverdy, accompagné d’enluminures lithographiées de Picasso ; Divertissement de Rouault ; Jazz de Matisse ; L'Enfance d'Ubu de Miró ; Daphnis et Chloé de Longus et Cirque, illustré par Fernand Léger.

## Postérité

### Musée Tériade
Un musée Tériade a ouvert en 1979 dans le faubourg de Varia au sud de la ville de Mytilène. Les livres de l'éditeur y sont exposés dans les six pièces sur deux niveaux du bâtiment spécialement construit pour accueillir le musée.

### Donations
En France, le musée Matisse du Cateau-Cambrésis a reçu en 2002 d'Alice Tériade, la veuve de l'éditeur, les 27 livres illustrés qu'il a édités.
À sa mort en 2007, Alice Tériade a effectué une nouvelle donation au musée, portant sur le contenu de la villa Natacha, que le couple possédait à Saint-Jean-Cap-Ferrat depuis la fin des années 1940. La donation comprend 39 œuvres, notamment une salle à manger, un vitrail et un mur de céramique dessinés par Matisse, des sculptures de Miró, de Giacometti et de Laurens et de nombreux tableaux parmi lesquels quatre toiles de Léger — Le Roi de cartes (1927), Nu avec branche (1931), Fleurs et dominos (1947), Nature morte devant la fenêtre (1950) ; quinze huiles sur papier de Rouault (1943) ; Tête de femme couronnée de fleurs de Picasso (1969) ; Amoureux au bouquet de Chagall (1949) ; Jeune Femme à la pelisse, fond rouge de Matisse (1944) et un portrait de Tériade par Giacometti (1960). Elle comprend également des photographies, en particulier d'Henri Cartier-Bresson montrant Tériade ou Matisse dans le jardin de la villa.